# Trovão (canção)
"Trovão" é uma canção do cantor e compositor Dilsinho, lançada no dia 8 de abril de 2016 pela gravadora Sony Music.

## Vídeo musical
O videoclipe da canção foi lançado no dia 8 de abril de 2016, tendo a direção de Phill Mendonça. No clipe, o cantor contracena com a atriz Franccyni Castro, retratando a história de um casal em crise de relacionamento.

## Desempenho nas tabelas musicais
| Chart (2018)   | Maior posição |
| -------------- | ------------- |
| Top 100 Brasil | 70            |

## Vendas e certificações
| País   | Associação de gravadoras | Certificação | Vendas |
| ------ | ------------------------ | ------------ | ------ |
| Brasil | Pro-Música Brasil        | - Platina    | 80.000 |